# Únos tří letounů do americké okupační zóny v Německu 24. března 1950
Únos tří letounů do americké okupační zóny v Německu 24. března 1950 byl největší akcí tohoto druhu v komunistickém Československu. Na americké vojenské základně v bavorském Erdingu krátce po sobě přistály tři letouny Douglas DC-3 "Dakota" Československých aerolinií unesené posádkami z vnitrostátních linek v Československu. 

## Pozadí
Řada československých válečných veteránů, kteří za druhé světové války létali u britské Royal Air Force, našla po návratu do vlasti práci u Československých aerolinií, které prosperovaly a potřebovaly zkušené posádky. Po Vítězném únoru, kdy se moci v Československu chopili komunisté, však tyto osoby byly obecně považovány za nespolehlivé a stále častěji se stávaly předmětem perzekucí. Mnoho z nich proto začalo uvažovat o emigraci. V obavách před útěky na západ bylo brzy omezeno nasazování tohoto personálu pouze na vnitrostátní lety a byl jim současně vydán zákaz létat společně s rodinnými příslušníky.

## Příprava
Akci z 24. března 1950 připravila skupina bývalých pilotů Royal Air Force ve spolupráci s několika pracovníky ČSA. Plánování trvalo zhruba 2 měsíce. Jelikož bylo potřeba dostat na palubu letounů v některých případech i rodinné příslušníky, bylo nutné vymyslet, jak obejít výše zmíněný zákaz společného cestování. Pro manželku a malého synka kapitána bratislavské dakoty se podařilo zajistit místa v ostravském letounu, manželky pilotů Víta Angettera a Viktora Popelky cestovaly pod svými dívčími jmény. Na zajištění příslušných letenek měli hlavní zásluhu letuška Ludmila Škorpíková, letící v brněnské dakotě, a administrativní pracovník poboček ČSA v Brně a Bratislavě Miloslav Hanzlíček, letící v ostravském letounu.

## Průběh
Letouny typu Douglas DC-3 odstartovaly v rozpětí jedné hodiny z letišť v Brně, Ostravě a Bratislavě. Šlo o pravidelné linky do Prahy.

### OK-WAR
Letoun OK-WAR vzlétl v 6:30 z letiště v Brně. V letadle se nacházelo 26 cestujících a pět členů posádky. Hlavními organizátory únosu byli v tomto případě druhý pilot Vít Angetter, bývalý příslušník RAF, a mladý radiotelegrafista-navigátor Kamil Mráz. O akci dopředu věděli také letuška Ludmila Škorpíková a někteří cestující. Naopak mezi zasvěcené nepatřil kapitán Josef Klesnil, rovněž bývalý příslušník RAF. Organizátoři únosu nejprve zneškodnili palubního mechanika, poté po vzájemné domluvě spoutali a předstíraně omráčili kapitána, který přiznal, že rovněž plánuje útěk na západ, ovšem k únoscům se nemohl přidat, jelikož nechtěl zanechat v Československu rodinu.
Letoun dosedl na letišti v Erdingu před půl devátou jako první ze všech tří dakot. 
V tomto stroji shodou okolností cestoval rovněž tehdejší komunistický ředitel Československých aerolinií Leopold Thurner. Ten únos a cestu v opilosti prospal, po přistání se pokusil se zbraní proniknout do pilotní kabiny, ale byl zneškodněn.

### OK-WDR
Jako druhý v pořadí startoval letoun OK-WDR, v 6:39 z letiště v Ostravě. Zde únos organizoval kapitán Ladislav Světlík, kterému pomáhal další pilot Viktor Popelka, který byl na palubě letounu jako cestující. Oba pod hrozbou namířené pistole donutili k poslušnosti zbytek posádky - druhého pilota, mechanika a navigátora.
Letadlo přistálo na letišti v Erdingu po deváté hodině. Mezi cestujícími byla i manželka pilota bratislavské dakoty Oldřicha Doležala s jejich půlročním synem.

### OK-WDS
Letoun OK-WDS startoval z Bratislavy skoro o hodinu později než první dvě unesená letadla. Na palubě bylo 26 cestujících a pět členů posádky. Zde byla do únosu zapojena celá posádka vedená bývalým pilotem RAF Oldřichem Doležalem. Dalšími členy posádky spolupracujícími na únosu byli druhý pilot Bořivoj Šmíd, navigátor Stanislav Šácha, mechanik Ján Královanský a letuška Eva Vysloužilová.
Na letiště do Erdingu letoun dorazil už v doprovodu amerických stíhaček, které zalarmovali piloti předchozích letů, kolem půl desáté. Mezi cestujícími byla Anna Vrzáňová, matka krasobruslařky Áji Vrzáňové, která emigrovala na západ krátce předtím.

## Únosci
- Vít Angetter, pilot 312. československé stíhací perutě (OK-WAR)[2]
- Kamil Mráz, navigátor (OK-WAR)[2]
- Ludmila Škorpíková, letuška (OK-WAR)[2]
- Ladislav Světlík, pilot 312. československé stíhací perutě, s pěti úspěšnými sestřely letecké eso (OK-WDR)[2]
- Viktor Popelka, pilot 310. československé stíhací perutě (OK-WDR)[2]
- Oldřich Doležal, pilot 311. československé bombardovací perutě (OK-WDS)[2]
- Bořivoj Šmíd, pilot 310. československé stíhací perutě (OK-WDS)[2]
- Stanislav Škácha, navigátor 311. československé bombardovací perutě (OK-WDS)[2]
- Jan Královanský, letecký inženýr (OK-WDS)[2]
- Eva Vysloužilová, letuška (OK-WDS)[2]

## Následky
Z celkem 85 osob na palubách letounů se na západě rozhodlo zůstat 27. Československou žádost o vydání únosců americké úřady odmítly.
Únosci byli v Československu v nepřítomnosti odsouzeni k vysokým trestům, stejně tak cestující, kteří se rozhodli na západě zůstat.
Kapitán Josef Klesnil z brněnské dakoty se do Československa vrátil a i s rodinou úspěšně utekl z Československa pozemní cestou přes Šumavu o několik měsíců později.
Komunistický režim v Československu po této zkušenosti přijal řadu přísných opatření, aby se minimalizovalo riziko, že se podobná akce bude opakovat. Ve velkých letadlech ČSA byla zavedena vyhrazená místa pro agenta StB a ozbrojený doprovod. Každý člen palubního personálu musel mít "pas", bez kterého nebylo možno létat ani na vnitrostátních linkách.
Mezi personální opatření patřila výměna generálního ředitele ČSA a propuštění řady "nespolehlivých živlů", především válečných veteránů ze západní fronty.

## Další osudy únosců
Pilot Ladislav Světlík se vrátil do RAF, pro kterou létal dalších 18 let a stal se dokonce velitelem základny.  Viktor Popelka rovněž létal pro RAF a později pracoval pro americkou CIA. Oldřich Doležal pilotoval v Británii dopravní letadla. Vít Angetter sloužil u amerického letectva a podobně jako Popelka pracoval i pro CIA. Bořivoj Šmíd zahynul v roce 1951 při nehodě v Anglii.

## Odraz v kultuře
Již v roce 1950 vydalo nakladatelství Mladá fronta knihu Jindřicha Suchého Únos do Erdingu. Obsah knihy je zcela poplatný propagandě, únosci jsou líčeni jako "zločinci a zrádci", kniha obsahuje mimo jiné i kopie protestních nót a rezolucí československých úřadů a pracujících ze závodů.
Začínající režiséři Elmar Klos a Ján Kadár natočili na motivy akce propagandistický film Únos, který přišel do československých kin v roce 1952. Ve filmu si zahrála řada známých českých herců, např. Ladislav Pešek, Jiří Dohnal, Bohuš Záhorský, Miloš Kopecký, Rudolf Deyl ml. a další. Děj filmu nemá se skutečností mnoho společného.